# Future Past
Albums de Duran Duran
Paper Gods
(2015)
Singles
1. Invisible
Sortie : 19 mai 2021
2. More Joy!
Sortie : 5 août 2021
3. Anniversary
Sortie : 31 août 2021[1]
4. Tonight United
Sortie : 24 septembre 2021[2]
5. Give It All Up
Sortie : 20 octobre 2021

Future Past est le quinzième album studio du groupe britannique Duran Duran, sorti en 2021. Il s'agit de leur premier album sorti via le label BMG,.
L'album est produit par le groupe lui-même, avec l'aide notamment de Mark Ronson, Giorgio Moroder et Erol Alkan. Il contient des apparitions d'artistes Tove Lo, Ivorian Doll, le groupe japonais Chai et Mike Garson. Graham Coxon participe également à l'opus.

## Historique et enregistrement
Le bassiste John Taylor décrit Future Past comme un « album très émotionnel » révélant que la plupart des paroles a été écrite avant les confinements liés à la pandémie de Covid-19 : « Beaucoup de chansons parlent de crises émotionnelles ou de problèmes d'intimité à long terme. Lorsque nous sommes revenus après le confinement, j'ai senti que ces paroles, en particulier Invisible, parlaient au moment présent, car les 18 derniers mois ont vraiment été consacrés à la politique de l'intimité. »
L'album a été enregistré majoritairement entre Los Angeles et Londres, avant la pandémie. Le chanteur Simon Le Bon explique qu'il voulait initialement ne faire qu'un EP : « Lorsque nous sommes entrés en studio pour la première fois fin 2018, j’essayais de persuader les gars que tout ce que nous devions faire était d’écrire deux ou trois titres pour enregistrer un EP. Quatre jours plus tard, on avait 25 chansons dans la boîte. »
La sortie de l'album est annoncée en mai 2021 pour fêter les 40 ans de carrière du groupe. Le premier single Invisible est dévoilé au même moment. Il est précisé que le morceau a été enregistré avec la technologie 360 Reality Audio de Sony.

## Singles
Le premier single, Invisible, est dévoilé le 19 mai 2021, après l'annonce de l'album. Le clip est conçu par une intelligence artificielle nommée Huxley,.
More Joy!, collaboration avec le groupe Chai, Anniversary, Tonight United et Give It All Up (featuring Tove Lo) sont aussi publiés avant la sortie de l'album.

## Pochette
La pochette contient deux photographies prises par le photographe japonais Daisuke Yokota. Nick Rhodes l'avait rencontré en 2017. La pochette et l'artwork sont conçus par Rory McCartney. La pochette combine avec des effets les deux photographies de Daisuke Yokota.

## Critique
Le site français Rolling Stone.fr écrit une critique globalement positive : « Duran Duran nous propulse dans un univers qui n’a pas d’époque, dansant au possible, avec un casting de haute volée… [...] Invisible et Beautiful Lies répondent parfaitement à ce cahier des charges et donnent envie d’aller se trémousser sur le dancefloor du Macumba Club du coin. Mais les réussites de ce 15e album studio [...] relèvent aussi du mid-tempo (Give it All Up feat. Tove Lo) et du slow qui tue en mode crescendo (Wing, joué et coécrit avec Mark Ronson). »

## Liste des titres
| Édition standard | Édition standard                    | Édition standard                                                                                     | Édition standard                                                                      | Édition standard | Édition standard | Édition standard | Édition standard | Édition standard | Édition standard |
| No               | Titre                               | Auteur                                                                                               | Producteurs                                                                           | Durée            |                  |                  |                  |                  |                  |
| ---------------- | ----------------------------------- | --- | ------------------------------------------------------------------------------------- | ---------------- | ---------------- | ---------------- | ---------------- | ---------------- | ---------------- |
| 1.               | Invisible                           | - Simon Le Bon - John Taylor - Roger Taylor - Nick Rhodes - Erol Alkan                               | - Duran Duran - Alkan                                                                 | 3:11             |                  |                  |                  |                  |                  |
| 2.               | All of You                          | - Le Bon - J. Taylor - R. Taylor - Rhodes - Graham Coxon                                             | - Duran Duran - Alkan                                                                 | 4:05             |                  |                  |                  |                  |                  |
| 3.               | Give It All Up (featuring Tove Lo)  | - Le Bon - J. Taylor - R. Taylor - Rhodes - Coxon - Alkan - Tove Lo                                  | - Duran Duran - Alkan - Peter Karlsson (voc.)                                         | 5:07             |                  |                  |                  |                  |                  |
| 4.               | Anniversary                         | - Le Bon - J. Taylor - R. Taylor - Rhodes - Coxon - Alkan                                            | - Duran Duran - Alkan                                                                 | 5:18             |                  |                  |                  |                  |                  |
| 5.               | Future Past                         | - Le Bon - J. Taylor - R. Taylor - Rhodes - Coxon - Alkan                                            | - Duran Duran - Alkan                                                                 | 3:52             |                  |                  |                  |                  |                  |
| 6.               | Beautiful Lies                      | - Le Bon - J. Taylor - R. Taylor - Rhodes - Giorgio Moroder                                          | - Duran Duran - Moroder - Joshua Blair (voc.)                                         | 3:36             |                  |                  |                  |                  |                  |
| 7.               | Tonight United                      | - Le Bon - J. Taylor - R. Taylor - Rhodes - Moroder                                                  | - Duran Duran - Moroder - Blair (voc.)                                                | 3:07             |                  |                  |                  |                  |                  |
| 8.               | Wing                                | - Le Bon - J. Taylor - R. Taylor - Rhodes - Coxon - Mark Ronson                                      | - Duran Duran - Blair                                                                 | 5:19             |                  |                  |                  |                  |                  |
| 9.               | Nothing Less                        | - Le Bon - J. Taylor - R. Taylor - Rhodes - Alkan                                                    | - Duran Duran - Alkan                                                                 | 4:25             |                  |                  |                  |                  |                  |
| 10.              | Hammerhead (featuring Ivorian Doll) | - Le Bon - J. Taylor - R. Taylor - Rhodes - Alkan - Vanessa Mahi - Lei Jennings - Christopher Layton | - Duran Duran - Alkan                                                                 | 3:33             |                  |                  |                  |                  |                  |
| 11.              | More Joy! (featuring Chai)          | - Le Bon - J. Taylor - R. Taylor - Rhodes - Coxon - Alkan                                            | - Duran Duran - Alkan - Kaz Haga (ass.) - Mathieu Kranich (ass.) - Hannie Knox (ass.) | 3:39             |                  |                  |                  |                  |                  |
| 12.              | Falling (featuring Mike Garson)     | - Le Bon - J. Taylor - R. Taylor - Rhodes                                                            | - Duran Duran - Alkan                                                                 | 5:47             |                  |                  |                  |                  |                  |
| 50:59            |                                     | |                                                                                       |                  |                  |                  |                  |                  |                  |

| 1.  | Invisible                           | - Le Bon - J. Taylor - R. Taylor - Rhodes - Alkan                            | - Duran Duran - Alkan                                              | 3:11 |
| 2.  | All of You                          | - Le Bon - J. Taylor - R. Taylor - Rhodes - Coxon                            | - Duran Duran - Alkan                                              | 4:05 |
| 3.  | Give It All Up (featuring Tove Lo)  | - Le Bon - J. Taylor - R. Taylor - Rhodes - Coxon - Alkan - Tove Lo          | - Duran Duran - Alkan - Karlsson (voc.)                            | 5:07 |
| 4.  | Anniversary                         | - Le Bon - J. Taylor - R. Taylor - Rhodes - Coxon - Alkan                    | - Duran Duran - Alkan                                              | 5:18 |
| 5.  | Future Past                         | - Le Bon - J. Taylor - R. Taylor - Rhodes - Coxon - Alkan                    | - Duran Duran - Alkan                                              | 3:53 |
| 6.  | Velvet Newton                       | - Le Bon - J. Taylor - R. Taylor - Rhodes - Coxon                            | - Duran Duran - Alkan                                              | 2:40 |
| 7.  | Beautiful Lies                      |                                                                              | - Duran Duran - Moroder - Blair (voc.)                             | 3:36 |
| 8.  | Tonight United                      | - Le Bon - J. Taylor - R. Taylor - Rhodes - Moroder                          | - Duran Duran - Moroder - Blair (voc.)                             | 3:08 |
| 9.  | Wing                                | - Le Bon - J. Taylor - R. Taylor - Rhodes - Coxon - Ronson                   | - Duran Duran - Blair                                              | 5:19 |
| 10. | Nothing Less                        | - Le Bon - J. Taylor - R. Taylor - Rhodes - Alkan                            | - Duran Duran - Alkan                                              | 4:26 |
| 11. | Laughing Boy                        | - Le Bon - J. Taylor - R. Taylor - Rhodes - Coxon                            | - Duran Duran - Alkan                                              | 4:55 |
| 12. | Hammerhead (featuring Ivorian Doll) | - Le Bon - J. Taylor - R. Taylor - Rhodes - Alkan - Mahi - Jennings - Layton | - Duran Duran - Alkan                                              | 3:34 |
| 13. | Invocation                          | - Le Bon - J. Taylor - R. Taylor - Rhodes - Coxon - Alkan                    | - Duran Duran - Alkan                                              | 2:08 |
| 14. | More Joy! (featuring Chai)          | - Le Bon - J. Taylor - R. Taylor - Rhodes - Coxon - Alkan                    | - Duran Duran - Alkan - Haga (ass.) - Kranich (ass.) - Knox (ass.) | 3:39 |
| 15. | Falling (featuring Mike Garson)     | - Le Bon - J. Taylor - R. Taylor - Rhodes                                    | - Duran Duran - Alkan                                              | 5:47 |

## Crédits
Duran Duran
- Simon Le Bon : chant principal
- Nick Rhodes : claviers
- John Taylor : basse
- Roger Taylor : batterie

Production
- Mark Ronson : producteur, compositeur
- Giorgio Moroder : production
- Josh Blair : production